# 袁辉球
袁辉球，浙江大学物理系教授，主要从事多重极端条件下关联电子材料中的奇异电子态方面的研究工作。入选中华人民共和国教育部2007年度"长江学者"特聘教授，科技部中青年科技创新领军人才。